# بوغيو

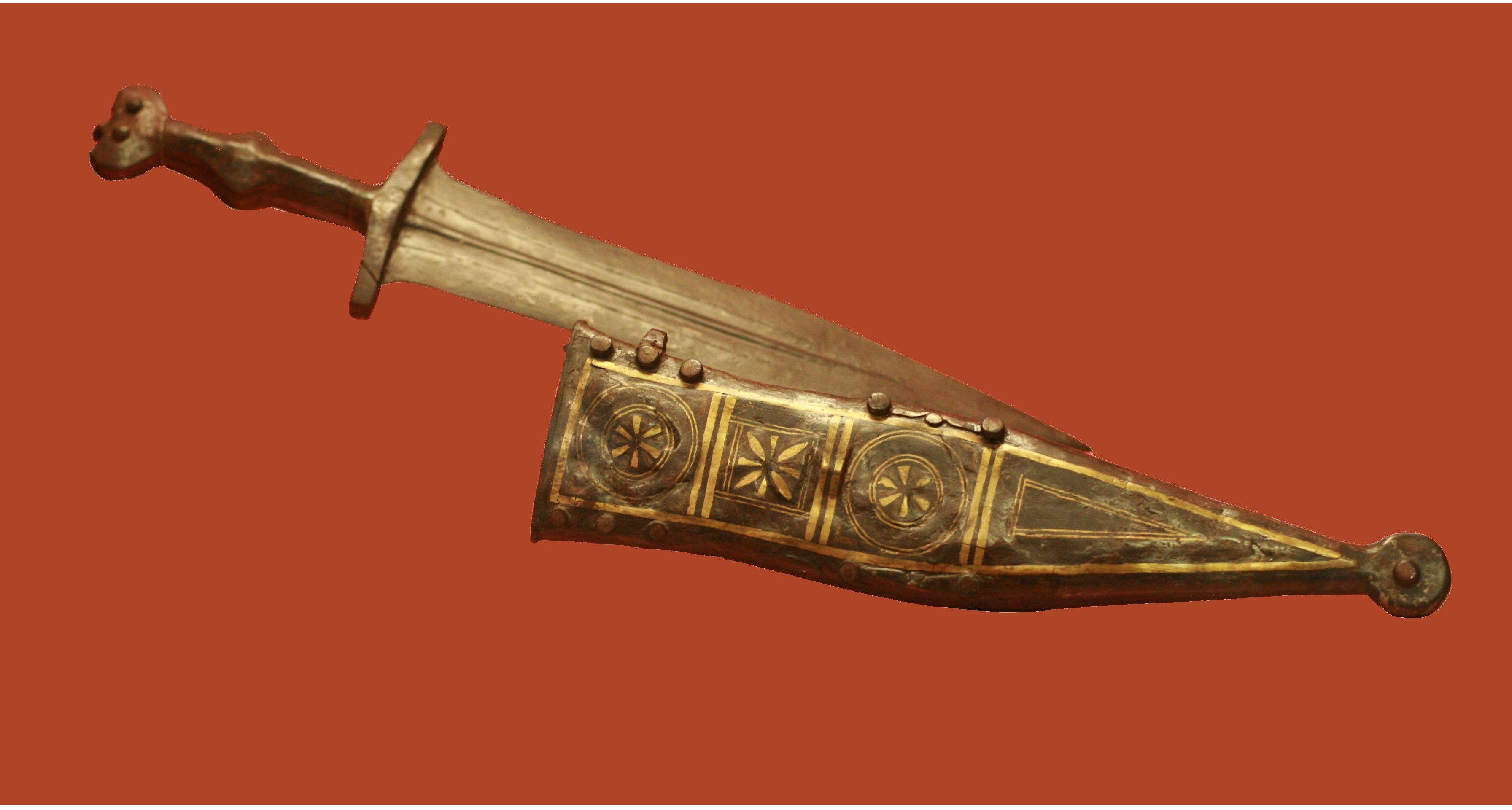
بوغيو من القرن الثاني

البوغيو (باللاتينية: Pugio، وجمعها: Pugiones) هو نوعٌ من الخناجر استعمله جنود روما القديمة كسلاحٍ احتياطي. يعتقد أنَّ الغرض من البوغيو كان استعماله كسلاح إضافي عند الحاجة فقط، إلا أنَّ ثمة بعض الجدل حول هذا الأمر. يعتقد البعض أيضاً أنَّه كان يستعمل كسكين مُصمَّمة للاستعمال خارج المعركة، لكن وبما أن الكثير من مثل هذه السكاكين اكتشفت بين أغراض المقاتلين الرُّومان، فإنَّه قد يكون احتمالاً مستبعداً. كانت تعد خناجر البوغيو المزخرفة شعاراً للضباط الرومان، وكثيراً ما ارتدوها على أحزمتهم لغرض الاستعراض. كثيراً ما كان يستعمل هذا السلاح أيضاً في الاغتيالات وحتى للانتحار، ومن الأمثلة على ذلك اغتيال يوليوس قيصر في أواخر عهد الجمهورية باستخدام بوغيو.